# Benzojeva kiselina
Benzojeva kiselina,  (ili ), je bezbojna kristalna materija. Ona je najjednostavnija aromatična karboksilna kiselina. Ime je izvedeno od benzoinske smole, koja je dugo vremena bila jedini izvor benzojeve kiseline. Njene soli se koriste kao prehrambeni prezervativi. Benzojeva kiselina je važan prekurzor za sintezu mnogih drugih organskih supstanci. Soli i estri benzojeve kiseline su poznati kao benzoati.

## Istorija
Benzojeva kiselina je otkrivena u šesnaestom veku. Suva destilacija benzoinske smole je prvo opisana od strane Nostradamusa (1556), i naknadno u radovima Aleksius Pedemontanusa (1560) i Blaiz de Vigenera (1596).

## Proizvodnja

### Industrijska priprema
Benzojeva kiselina se komercijalno proizvodi parcijalnom oksidacijom toluena kiseonikom. Proces se katalizuje kobalt ili mangan naftenatima. Proces koristi jeftine sirovine i proizvodi visok prinos.

### Laboratorijska sinteza
Benzojeva kiselina je jeftina i široko dostupna, tako da laboratorijska sinteza benzojeve kiseline prvenstveno ima pedagošku vrednost.
U svim sintezama, benzojeva kiselina se može prečistiti rekristalizacijom iz vode usled njene visoke rastvorljivosti u toploj i male rastvorljivosti u hladnoj vodi. Odsustvo organskih rastvarača u rekristalizaciji čini ovaj eksperiment posebno bezbednim. Drugi mogući rekristalizacioni rastvarači su sirćetna kiselina, benzen, aceton, petroleum etar, i mešavina etanola i vode.

#### Putem hidrolize
Kao i svaki drugi nitril ili amid, benzonitril i benzamid se mogu hidrolizovati do benzojeve kiseline ili njenih konjugovanih baza u kiselim ili baznim uslovima.

#### Iz benzaldehida
Bazom indukovana disproportionacija benzaldehida, Kanizarova reakcija, proizvodi jednake količine benzoata i benzil alkohola. Alkohol može biti odstranjen destilacijom.

## Farmakokinetika
| Metabolički putevi metamfetamina 4-Hidroksimetamfetamin 4-Hidroksifenilaceton Fenilaceton Benzojeva kiselina Hipurinska kiselina Amfetamin Norefedrin 4-Hidroksiamfetamin 4-Hidroksinorefedrin |

## Dodatna literatura
- Cosmetic Ingredient Review Expert Panel Bindu Nair (2001). „Final Report on the Safety Assessment of Benzyl Alcohol, Benzoic Acid, and Sodium Benzoate”. Int J Tox. 20 (Suppl. 3): 23—50. PMID 11766131. doi:10.1080/10915810152630729.
- Neumüller O-A (1988). Römpps Chemie-Lexikon (6 изд.). Stuttgart: Frankh'sche Verlagshandlung. ISBN 978-3-440-04516-9. OCLC 50969944.
- D. D. Perrin; W. L. F. Armarego (1988). Purification of Laboratory Chemicals (3rd изд.). Pergamon Press. стр. 94. ISBN 978-0-08-034715-8.

## Spoljašnje veze
- Интернационална карта хемијске безбедности 0103
- Inicijalni izveštaj o proceni  Organizacije za ekonomsku saradnju i razvoj
- ChemicalLand